# Карл Кристоф Густав фон Зайн-Витгенщайн
Карл Кристоф Густав Фридрих фон Зайн-Витгенщайн (на немски: Carl Christoph Gustav! Friedrich Graf v.Sayn und Wittgenstein; * 31 октомври 1773; † 7 септември 1812, близо до Москва) е граф на Зайн-Витгенщайн и баварски полковник.

## Биография
Той е петият, най-малкият син на граф Фридрих Карл фон Зайн-Витгенщайн-Зайн (1703 – 1786) и съпругата му графиня София Фердинанда Хелена Амалия фон Зайн-Витгенщайн (1741 – 1774), дъщеря на граф Карл Вилхелм фон Зайн-Витгенщайн-Берлебург-Карлсбург (1693 – 1749) и графиня Шарлота Луиза фон Хенцкел-Донерсмарк (1709 – 1784).
Карл Кристоф е тежко ранен на 7 септември 1812 г. като баварски полковник в Бородинската битка. Той е отведен от полето на битката от цвайбрюкския офицер Карл фон Манлих (1787 – 1832), който е при него при смъртта му.

## Фамилия
Карл Кристоф се жени на 28 май 1808 г. в Мюнхен за Казимира Мария Луиза Антоанета, фрайин фон Цвайбрюкен (* 20 декември 1787, Форбах; † 26 март 1846, Мюнхен) от династията Вителсбахи, внучка на пфалцграф Кристиан IV фон Пфалц-Цвайбрюкен херцог на Бавария (1722 – 1775), дъщеря на маркиз генерал Кристиан фон Цвайбрюкен (1752, Цвайбрюкен – 1817, Мюнхен) и Аделаида-Франсоаз дьо Бетун-Полоне (1761, Париж – 1823, Версаил). Те имат три деца:
- Кристиан Густав Вилхелм Леонтиус фон Зайн-Витгенщайн-Зайн (* 22 март 1809, Мюнхен; † 19 март 1837)
- Густав Франц Карл Албрехт фон Зайн-Витгенщайн-Зайн (* 10 март 1811, Мюнхен; † 24 юни 1846), граф на Зайн-Витгенщайн-Зайн, женен за лейди Салисбури Анна Хариет Пигот (* 5/7 септември 1811; † 13/19 април 1904, Мюнхен)
- Амалия Лудовика фон Зайн-Витгенщайн (* 14 април 1812, Мюнхен; † 7 април 1825)

Вдовицата му фрайин Казимира Мария Луиза Антоанета фон Цвайбрюкен се омъжва втори път на 19 юли 1814 г. в Мюнхен за Антон де Падуа фон Рехберг и Ротенльовен (* 13 май 1776; † 4 януари 1837).